# Thomas Dempster

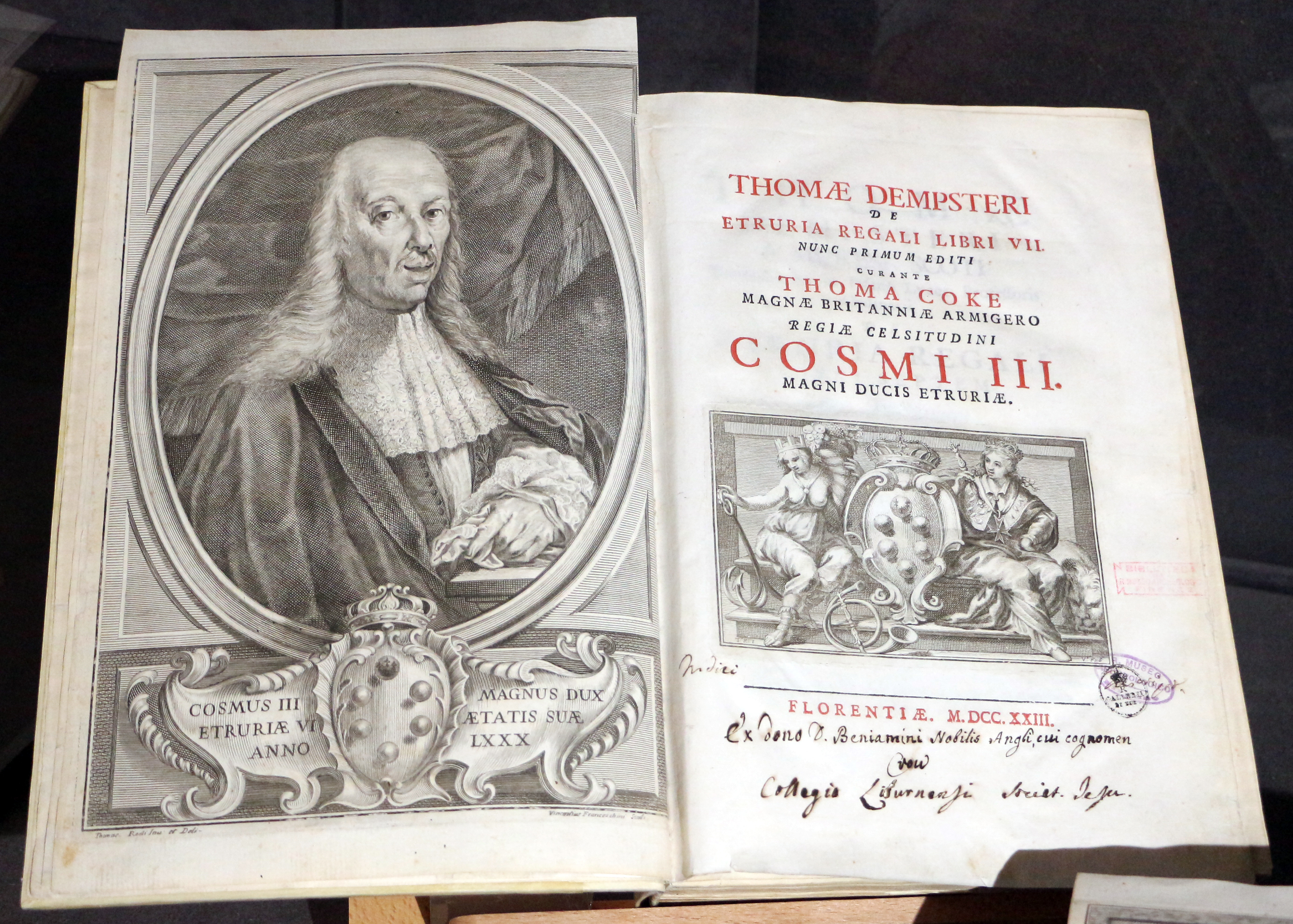
Thomas Dempster, De Etruria regali

Thomas Dempster (* 23. August 1579 in Cliftbog, Aberdeenshire; † 6. September 1625 in Bologna) war ein schottischer Altphilologe, Historiker und Dichter, der insbesondere die sich entwickelnde Etruskologie durch seine Arbeiten förderte.
Thomas Dempster entstammte einem katholischen schottischen Adelsgeschlecht. Sein Lebenslauf war durch familiäre Streitigkeiten und die konfessionellen Auseinandersetzungen in Europa bestimmt. Von 1589 bis wohl 1598 studierte er Altphilologie und Philosophie an den Universitäten in Cambridge, Paris, Löwen, Rom und Douai. Als seinen wichtigsten Lehrer sah er Justus Lipsius an. Nach dem Studium hatte er an verschiedenen Universitäten Professuren für Altphilologie, Philosophie und Römisches Recht inne: Tournai, Paris, Toulouse, Montpellier, Nîmes und ab 1609 zum zweiten Mal in Paris. 1615 kehrte er auf die britische Insel zurück und wurde historicus regius, Hofhistoriker James’ I. Es sollte das einzige Mal sein, dass er eine Stelle außerhalb des katholischen Einflussbereiches innehatte. Aufgrund höfischer Anfeindungen konnte er diese Stelle auch etwa nur für ein Jahr halten und ging zunächst nach Rom, wurde aber noch 1616 Professor für Römisches Recht an der Universität Pisa, von 1619 bis zu seinem Tod für Antike Literatur an der Universität Bologna. Erst in seinem letzten Lebensjahrzehnt konnte Dempster Ruhe in sein Wanderleben bringen. In der Pisaner Zeit verfasste er im Auftrag Cosimos II. eine Geschichte der Etrusker, sein Hauptwerk.
Dempster forschte zum kulturellen Erbe und der Geschichte der Antike in erster Linie auf Grundlage der schriftlichen Hinterlassenschaften, archäologische, numismatische oder epigraphische Zeugnisse bezog er so gut wie nie ein. Er gab das Werk des Gorippus heraus und kommentierte das Werk Claudians und die Institutiones Iustiniani. In seinem Hauptwerk De Etruria Regali konstatierte er im Sinne seines Medici-Auftraggebers eine Kontinuität zwischen Etruskern bis zu den Medici in der Toskana. Dennoch bemühte er sich um eine korrekte historische Darstellung und benannte falsche Forschungsansätze, etwa das Konstrukt einer Verwandtschaft zwischen der Aramäischen und der Etruskischen Sprache. Dempster selbst hatte allerdings keinen Zugang zum Etruskischen, wie er selbst zugab. Insbesondere Annius von Viterbo wurde von Dempster harsch wegen seiner in Umlauf gebrachten Thesen kritisiert. Wie auch sonst ignorierte er die Sachkultur und stützte sich auf antike griechische, lateinische und byzantinische Quellen, aber auch auf neuzeitliche Genealogien des 16. Jahrhunderts, die er für antik hielt. Für die italische Landeskunde nutzte er die Arbeiten von Flavio Biondo und Leandro Alberti. Quellenkritik war Dempster bei seiner Arbeit fremd. Das Werk war äußerst einflussreich, wenngleich es erst sehr lange nach seinem Tod, 1701 in Utrecht, gedruckt wurde. Die Illustrationen zum Werk stammten ebenso wie ergänzende Erläuterungen von Filippo Buonarroti. Durch Buonarrotis Anpassungen wurde Dempsters Werk zu einem der maßgeblichen Anstöße für eine neue Etruskerbegeisterung in Italien, die sogenannte „Etruscheria“.
Daneben war Dempster auch Dichter in Neulateinischer Sprache, verfasste Panegyriken und Reden. Von diesen Werken ist nicht alles überliefert, dennoch ist es eine nennenswerte Menge. Er gab auch frühneuzeitliche Autoren heraus, so das naturgeschichtliche Werk des Ulisse Aldrovandi und das antiquarische, stark erweiterte, Corpuswerk des Johannes Rosinus (1551–1626). Auf dem Gebiet der Geschichtswissenschaft arbeitete er zur Geschichte Schottlands und zur Kirchengeschichte. In seinen Arbeiten war er wenig sorgfältig und sehr lokalpatriotisch eingestellt. So machte er aus Bonifatius und Brigida von Kildare Schotten, was ihm erhebliche Kritik einbrachte.

## Schriften

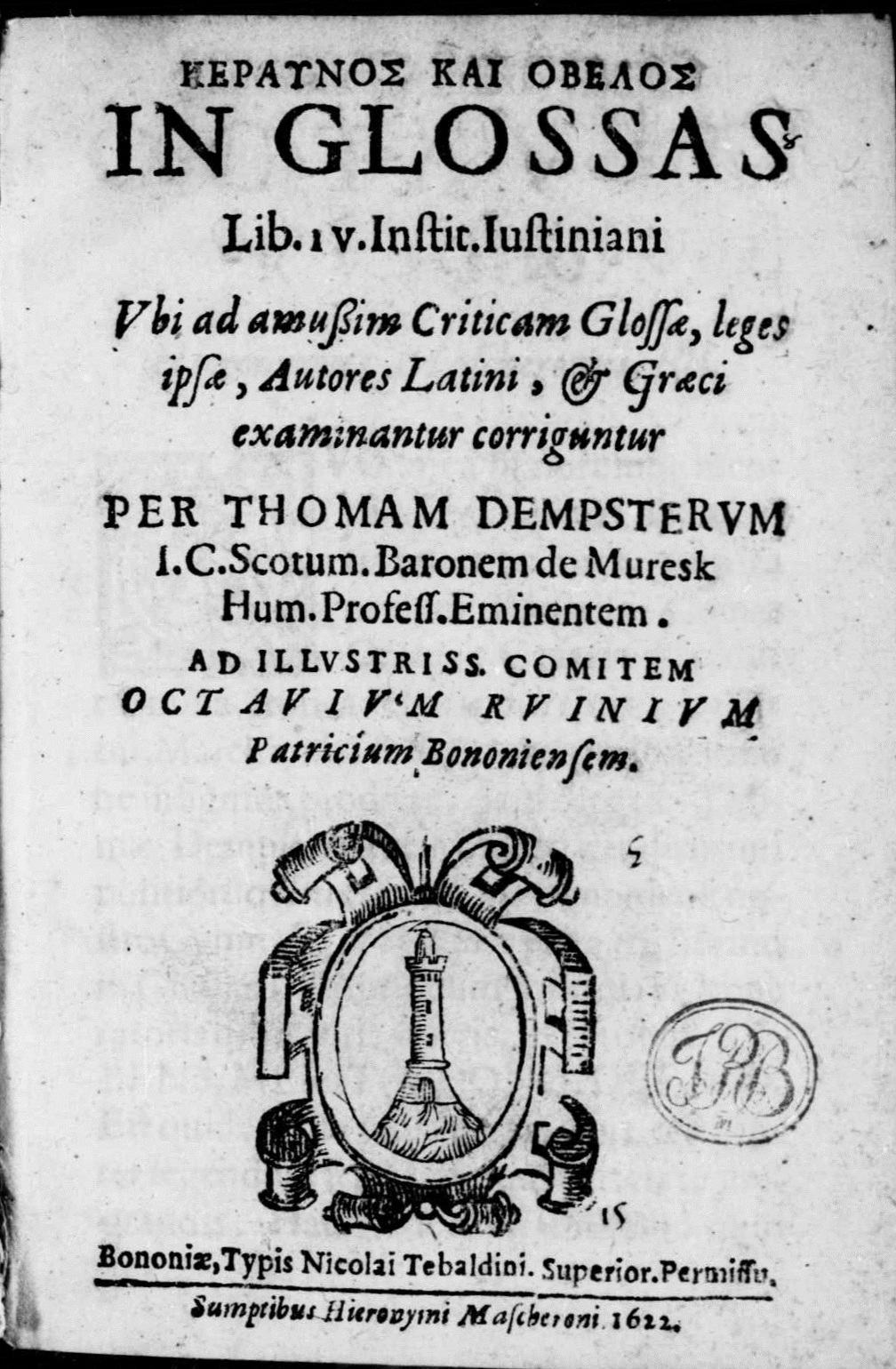
Keraunos kai obelos in glossas librorum quatuor Institutionum, 1622

- Iohannis Rosini Antiquitatum Romanarum Corpus Absolutissimum, cum notis. Paris 1613 (Digitalisat).
- Panegyricus Jacobo M. Britanniae Regi. London 1616.
- In Obitum Aldinae Catellae: lachrymae poeticae. Paris 1622.
- Keraunos kai obelos in glossas librorum quatuor Institutionum. Nicolò Tebaldini, Bologna 1622 (italienisch, beic.it).
- De bello a Christianis contra barbaros von Benedetto Accolti. 1623.
- Historia ecclesiastica gentis Scotarum. Bologna 1627
- Antiqvitatvm Romanarvm Corpvs Absolvtissimvm. Genevae : Sumptibus Samuelis Chouët, M.D.LIIX. [vermutlich eher 1658] (Digitalisat)